# 维尔吉尔·卡扎库
维尔吉尔·卡扎库（羅馬尼亞語：Virgil Cazacu；1927年9月1日—），罗马尼亚共产党中央政治执行委员会委员、中央书记处书记，罗马尼亚政府副总理。

## 生平
1927年，出生于罗马尼亚瓦斯卢伊县佐尔莱尼乡。
1940年，接受机械师培训。
1944年，任机械师，成为工会会员。
1945年，加入罗马尼亚共产主义青年联盟。
1947年，加入罗马尼亚共产党。
1949年，任布加勒斯特兵工厂党支部和党员审核小组委员会委员，任布加勒斯特迪纳摩电气机械厂技术检验员。
1950年，任布加勒斯特迪纳摩电气机械厂科长。
1951年，任布加勒斯特迪纳摩电气机械厂技术研究室副主任。
1952年，任布加勒斯特迪纳摩电气机械厂党委书记。
1953年，任布加勒斯特市格里维察-罗西区党委第一书记。
1956年，任布加勒斯特市斯大林五一区委第一书记。
1959年，任罗马尼亚工人党中央行政机关部第一副部长、中央宣传鼓动部第一副部长。
1961年，任罗马尼亚工人党雅西州委员会第一书记。
1965年，为罗共中央委员。
1966年，任罗马尼亚社会主义共和国全国广播电视委员会主席。
1968年，任罗马尼亚共产党布加勒斯特市委员会组织书记。
1971年，任罗马尼亚社会主义共和国教育部副部长。
1974年，任教育部第一副部长、公共广播全国委员会委员。11，任罗马尼亚社会主义共和国驻南斯拉夫社会主义联邦共和国大使。
1978年，被增选为罗马尼亚共产党中央政治执行委员会委员、中央委员会书记处书记，负责宣传工作。
1979年，在书记处分管国际事务。
1979年，任罗马尼亚通讯社领导委员会主席。
1980年，任罗共中央国际关系和国际经济合作问题委员会副主席兼中央对外联络和国际经济合作部部长。
1982年，任罗共普拉霍瓦县委第一书记兼普拉霍瓦县人民委员会执行委员会主席。10月被免去党中央委员会书记职务。
1987年，被解除普拉霍瓦县党委第一书记职务。
1988年，被贬为罗马尼亚手工业合作社中央联合会副主席。
1989年，被解除中央政治执委、中央委员职务。
1989年，罗马尼亚革命后，被任命为罗马尼亚手工业合作社中央联合会主席。